# Граптолити
Граптолити су биле морске животиње које су живеле током доњег палеозоика. Веома су биле честе у морима ордовицијума и силура. 

## Морфологија
Граптолити су живели у колонијама које су слободно пливале, без обзира што су имале чврсте делове, односно љуштуру. Јединке су биле ситне, ретко дуже од неколико милиметара, али су колоније могле да достигну знатну дужину. Оснивање колоније је започињала једна јединка, зоид. Остале су настајале пупљењем од ње, чинећи неразгранату или разгранату колонију (тзв. рабдозом). Наиме, њихов хитински скелет имао је главну грану (тзв. виргулу) од које су полазиле друге гране (стипе) дуже и од метра у виду перушке. Јединке су биле смештене на ивици грана, у посебним лежиштима у купастим текама и биле у вези једне са другима преко изузетно узаних канала који су пролазили кроз читав скелет. Хитински скелет се заправо састојао од два слоја- унутрашњег и спољашњег. Колоније су имале различите облике: попут групе гранчица или у облику листа, а неке су личиле на виљушку, точак, или пак паукову мрежу. Свака јединка је имала један перјаст орган лофофор који је служио за хватање хране.

## Начин живота
Научници верују да су граптолити пливали у мору или били део тадашње планктонске заједнице, захваљујући органу за плутање са којег су висили краци колоније. Постоје и мишљења да су били сесилни, целог живота или само док је колонија била млада.

## Размножавање
Веома је вероватно да се зачетак колоније стварао полним путем, из зигота. Зачетак колоније се назива сикула, троугластог или купастог облика. Све нове јединке у колонији настајале су пупљењем, дакле бесполно.

## Фосилни остаци
Због чврстих делова које су поседовали, граптолити су оставили мноштво фосила. Налазишта ових фосила су веома значајна за палеонтолошка истраживања, јер захваљујући њима могуће је стећи приближну представу о томе која су климатска подручја постојала у време палеозоика. Могу се назвати геолошким реперима, захваљујући брзини њихове еволуције и космополитском распрострањењу. У већини случајева, фосили граптолита се налазе као танки слојеви карбонатног материјала по кровним шкриљцима. Име граптолит значи „исписан камен“ јер су налажени њихови обриси на камењу. У почетку су научници мислили да проналазе фосиле биљака или чак кристале који се природно стварају у седиментима стена. Касније, нађени су и тродимензионални фосили који су одагнали све сумње и омогућили изучавање унутрашње грађе колонија ових животиња.

## Класификација
Иако им колоније настају слично као код данашњих корала, научници граптолите сврставају у Hemichordata пошто имају неке заједничке особине са данашњим птеробранхијама. По једној класификацији, граптолити се даље деле на две групе: гранате дендроиде и праве граптолите граптолоиде. Различите родове граптолита можемо разликовати према облику и распореду лежишта (тека) и типу гранања колоније. Diplograptus је имао двобочно симетричан рабдосом. Код Didymograptus две гране су биле под различитим углом, а теке косо постављене. Phyllograptus је имао четири низа тека.